# French Open 2001
Die 100. French Open 2001 fanden vom 28. Mai bis zum 10. Juni 2001 in Paris im Stade Roland Garros statt.
Es nahmen in der Hauptrunde jeweils 128 Herren und Damen an den Einzelwettbewerben teil, in den Doppelkonkurrenzen war das Teilnehmerfeld auf jeweils 64 Paarungen begrenzt.
Titelverteidiger im Einzel waren Gustavo Kuerten bei den Herren sowie Mary Pierce bei den Damen. Im Herrendoppel waren Mark Woodforde und Todd Woodbridge, im Damendoppel ebenfalls Mary Pierce sowie Martina Hingis die Titelverteidiger. Mariaan de Swardt und David Adams waren die Titelverteidiger im Mixed.
Im Herreneinzel verteidigte Gustavo Kuerten seinen Titel und gewann damit den dritten und letzten Grand-Slam-Titel seiner Karriere. Im Dameneinzel gewann Jennifer Capriati, die bereits 1990 hier im Halbfinale gestanden hatte und nun ein Comeback feierte. Im Herrendoppel gewannen wie schon 1999 Mahesh Bhupathi und Leander Paes, im Damendoppel siegten Virginia Ruano Pascual und Paola Suárez. Ruano holte auch den Mixed-Titel, und zwar an der Seite von Tomás Carbonell.

## Herreneinzel

### Setzliste
| Nr. | Spieler             | Erreichte Runde |
| --- | ------------------- | --------------- |
| 01. | Gustavo Kuerten     | Sieg            |
| 02. | Marat Safin         | 3. Runde        |
| 03. | Andre Agassi        | Viertelfinale   |
| 04. | Juan Carlos Ferrero | Halbfinale      |
| 05. | Pete Sampras        | 2. Runde        |
| 06. | Lleyton Hewitt      | Viertelfinale   |
| 07. | Jewgeni Kafelnikow  | Viertelfinale   |
| 08. | Patrick Rafter      | 1. Runde        |

| Nr. | Spieler             | Erreichte Runde |
| --- | ------------------- | --------------- |
| 09. | Magnus Norman       | 1. Runde        |
| 10. | Sébastien Grosjean  | Halbfinale      |
| 11. | Tim Henman          | 3. Runde        |
| 12. | Arnaud Clément      | 1. Runde        |
| 13. | Àlex Corretja       | Finale          |
| 14. | Thomas Enqvist      | Achtelfinale    |
| 15. | Jan-Michael Gambill | 1. Runde        |
| 16. | Franco Squillari    | Achtelfinale    |

## Dameneinzel

### Setzliste
| Nr. | Spielerin         | Erreichte Runde |
| --- | ----------------- | --------------- |
| 01. | Martina Hingis    | Halbfinale      |
| 02. | Venus Williams    | 1. Runde        |
| 03. | Lindsay Davenport | Rückzug         |
| 04. | Jennifer Capriati | Sieg            |
| 05. | Amélie Mauresmo   | 1. Runde        |
| 06. | Serena Williams   | Viertelfinale   |
| 07. | Jelena Dementjewa | 2. Runde        |
| 08. | Conchita Martínez | 3. Runde        |
| 09. | Nathalie Tauziat  | 1. Runde        |

| Nr. | Spielerin               | Erreichte Runde |
| --- | ----------------------- | --------------- |
| 10. | Amanda Coetzer          | 3. Runde        |
| 11. | Arantxa Sánchez Vicario | 2. Runde        |
| 12. | Kim Clijsters           | Finale          |
| 13. | Magdalena Maleewa       | 1. Runde        |
| 14. | Justine Henin           | Halbfinale      |
| 15. | Jelena Dokić            | 3. Runde        |
| 16. | Meghann Shaughnessy     | Achtelfinale    |
| 17. | Sandrine Testud         | Achtelfinale    |

## Herrendoppel

### Setzliste
| Nr. | Paarung                           | Erreichte Runde |
| --- | --------------------------------- | --------------- |
| 01. | Jonas Björkman Todd Woodbridge    | Viertelfinale   |
| 02. | Daniel Nestor Sandon Stolle       | Achtelfinale    |
| 03. | Jiří Novák David Rikl             | Achtelfinale    |
| 04. | Donald Johnson Jared Palmer       | 1. Runde        |
| 05. | Wayne Ferreira Jewgeni Kafelnikow | 1. Runde        |
| 06. | Maks Mirny David Prinosil         | Achtelfinale    |
| 07. | Ellis Ferreira Rick Leach         | Achtelfinale    |
| 08. | Joshua Eagle Andrew Florent       | Achtelfinale    |

| Nr. | Paarung                      | Erreichte Runde |
| --- | ---------------------------- | --------------- |
| 09. | Wayne Arthurs Nenad Zimonjić | 1. Runde        |
| 10. | David Adams Martín García    | 1. Runde        |
| 11. | Michael Hill Jeff Tarango    | Halbfinale      |
| 12. | Wayne Black Kevin Ullyett    | Achtelfinale    |
| 13. | Petr Pála Pavel Vízner       | Finale          |
| 14. | Mark Knowles Brian MacPhie   | Achtelfinale    |
| 15. | Jaime Oncins Daniel Orsanic  | 1. Runde        |
| 16. | Byron Black Alex O’Brien     | 1. Runde        |

## Damendoppel

### Setzliste
| Nr. | Paarung                                     | Erreichte Runde |
| --- | ------------------------------------------- | --------------- |
| 01. | Lisa Raymond Rennae Stubbs                  | Halbfinale      |
| 02. | Virginia Ruano Pascual Paola Suárez         | Sieg            |
| 03. | Cara Black Jelena Lichowzewa                | Achtelfinale    |
| 04. | Kimberly Po-Messerli Nathalie Tauziat       | Viertelfinale   |
| 05. | unbekannt                                   |                 |
| 06. | Els Callens Meghann Shaughnessy             | Achtelfinale    |
| 07. | Alexandra Fusai Rita Grande                 | 2. Runde        |
| 08. | Nicole Arendt Caroline Vis                  | Viertelfinale   |
| 09. | Martina Navratilova Arantxa Sánchez-Vicario | 1. Runde        |

| Nr. | Paarung                          | Erreichte Runde |
| --- | -------------------------------- | --------------- |
| 10. | Anke Huber Barbara Schett        | Viertelfinale   |
| 11. | Tathiana Garbin Janette Husárová | 1. Runde        |
| 12. | Liezel Huber Laura Montalvo      | 2. Runde        |
| 13. | Tina Križan Katarina Srebotnik   | 1. Runde        |
| 14. | Jennifer Capriati Ai Sugiyama    | Achtelfinale    |
| 15. | Nicole Pratt Patricia Tarabini   | Achtelfinale    |
| 16. | Jelena Dokić Conchita Martínez   | Finale          |
| 17. | Amanda Coetzer Lori McNeil       | 1. Runde        |

## Mixed

### Setzliste
| Nr. | Paarung                              | Erreichte Runde |
| --- | ------------------------------------ | --------------- |
| 01. | Todd Woodbridge Rennae Stubbs        | Viertelfinale   |
| 02. | Sandon Stolle Cara Black             | 1. Runde        |
| 03. | Ellis Ferreira Ai Sugiyama           | 1. Runde        |
| 04. | Jared Palmer Arantxa Sanchez Vicario | Achtelfinale    |

| Nr. | Paarung                             | Erreichte Runde |
| --- | ----------------------------------- | --------------- |
| 05. | Donald Johnson Kimberly Po-Messerli | 1. Runde        |
| 06. | Mark Knowles Nicole Arendt          | Achtelfinale    |
| 07. | Joshua Eagle Barbara Schett         | 1. Runde        |
| 08. | David Adams Nathalie Tauziat        | 1. Runde        |